# جماعت امام بخاری
جماعت امام بخاری (به ازبکی: Imom Buxoriy Katibasi) یک گروه اسلامی در سوریه است که مشغول نبرد در جنگ داخلی سوریه می‌باشد گفته می‌شود که این گروه در سال ۲۰۱۴ به طالبان سوگند وفاداری خورد گروه جماعت امام بخاری پیشتر عضو جیش‌الفتح بود.